# Islandia en los Juegos Europeos de Bakú 2015
Islandia participó en los Juegos Europeos de Bakú 2015 con una delegación de 19 deportistas. Responsable del equipo nacional fue la Asociación Deportiva y Olímpica de Islandia, así como las federaciones deportivas nacionales de cada deporte con participación.
El equipo de Islandia no obtuvo ninguna medalla en estos Juegos.